# كونستيبل (نيويورك)
كونستيبل (بالإنجليزية: Constable, New York)‏ هي بلدة أمريكية تقع في الولايات المتحدة في مقاطعة فرانكلن، نيويورك. يقدر عدد سكانها بـ 1,566 نسمة ومساحتها 85.0 كم2 وترتفع عن سطح البحر 93 متر.